# Erwin Elster
Erwin Elster (sinh ngày 8 tháng 5 năm 1887 - mất ngày 16 tháng 4 năm 1977) là một họa sĩ, nhà giáo người Ba Lan.

## Tiểu sử
Erwin Elster hoàn thành chương trình học tại Học viện Mỹ thuật Jan Matejko ở Kraków trong khoảng thời gian từ năm 1907 đến năm 1912. Ông nhận được học bổng đi du học đến Ý and Pháp. Trong giai đoạn 1912-1913, ông hoàn thành chương trình học tại Trường Académie de la Grande Chaumière ở Pháp. Sau khi ông quay trở lại Kraków vào năm 1913, ông bắt đầu sự nghiệp hội họa và giảng dạy trong sáu mươi năm tiếp theo.
Trong giai đoạn Thế chiến thứ nhất bùng nổ, Elster sáng tác nhiều bức tranh thuộc trường phái ấn tượng và các bức tranh phong cảnh của khu vực hoặc kiến trúc.
Trong khoảng thời gian từ năm 1919 đến năm 1954, Elster sinh sống ở Poznań. Tại đây, ông dạy vẽ tại Đại học Mỹ thuật và tại Khoa Kiến trúc của Đại học Công nghệ từ năm 1922. Ông cũng giao lưu với các nghệ sĩ khác trong khu vực, đồng thời sáng lập Hiệp hội Nghệ sĩ "Świt". Các thành viên đầu tiên của Hội "Świt" gồm: Fryderyk Pautsch, Adam Ballenstedt, Bronisław Bartel, Wiktor Gosieniecki, Stanisław Jagmin, Mieczysław Lubelski, Władysław Roguski, Stefan Sonnewend và Jan Jerzy Wroniecki.
Sau khi Thế chiến thứ hai kết thúc, Elster đồng sáng lập Hiệp hội các nghệ sĩ và nhà thiết kế Ba Lan. Ông cũng tiếp tục công việc giảng dạy với vai trò giáo sư tại Học viện Mỹ thuật và Đại học Công nghệ ở Łódź.
Năm 1967, nhân sinh nhật lần thứ tám mươi và kỷ niệm 65 năm ngày ông trở thành nghệ sĩ, Elster được Bộ Văn hóa và Di sản Quốc gia Ba Lan trao tặng giải thưởng. Ông mất tại Gdańsk vào ngày 16 tháng 4 năm 1977.

## Thư viện ảnh

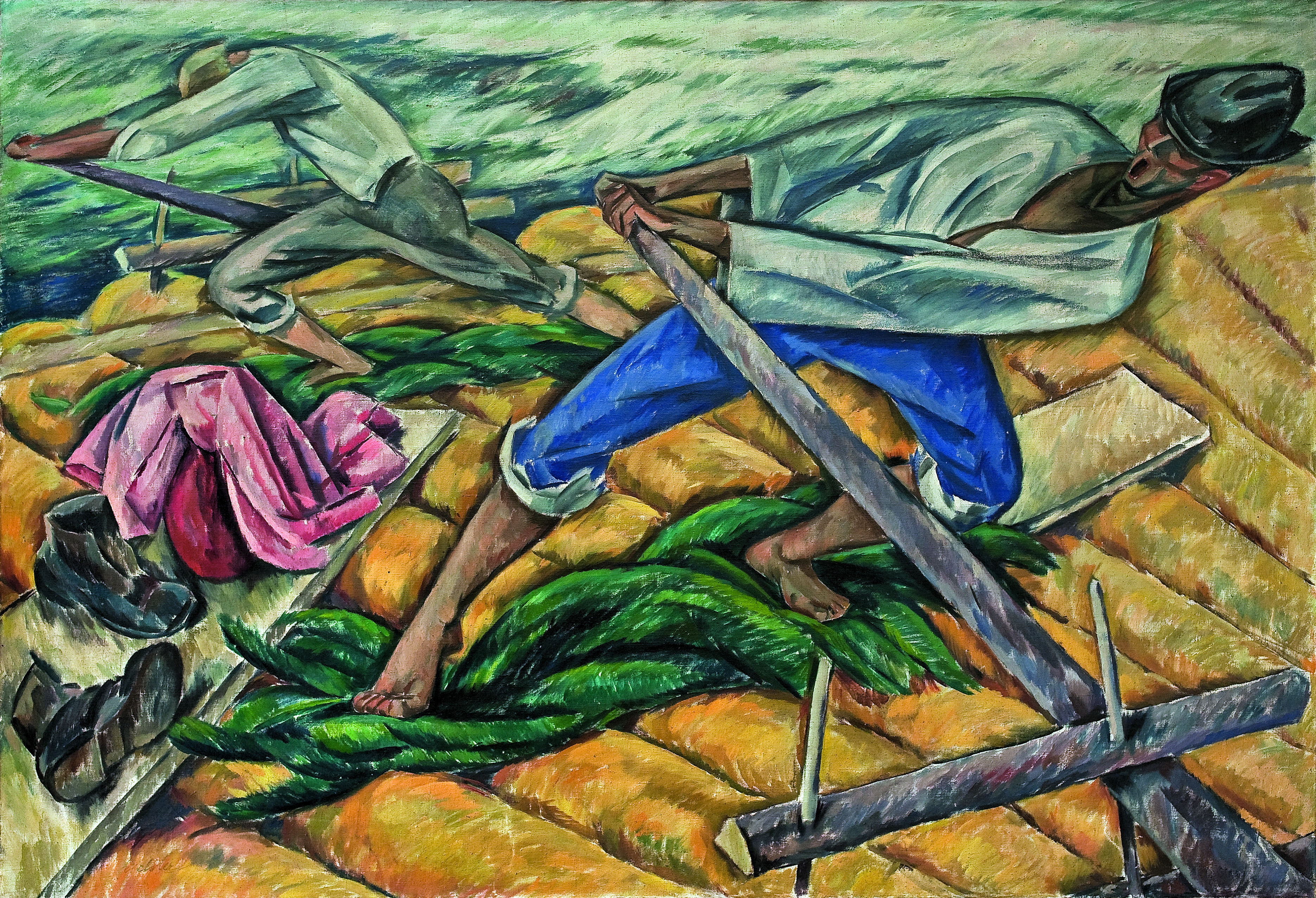
Flisacy (1922)
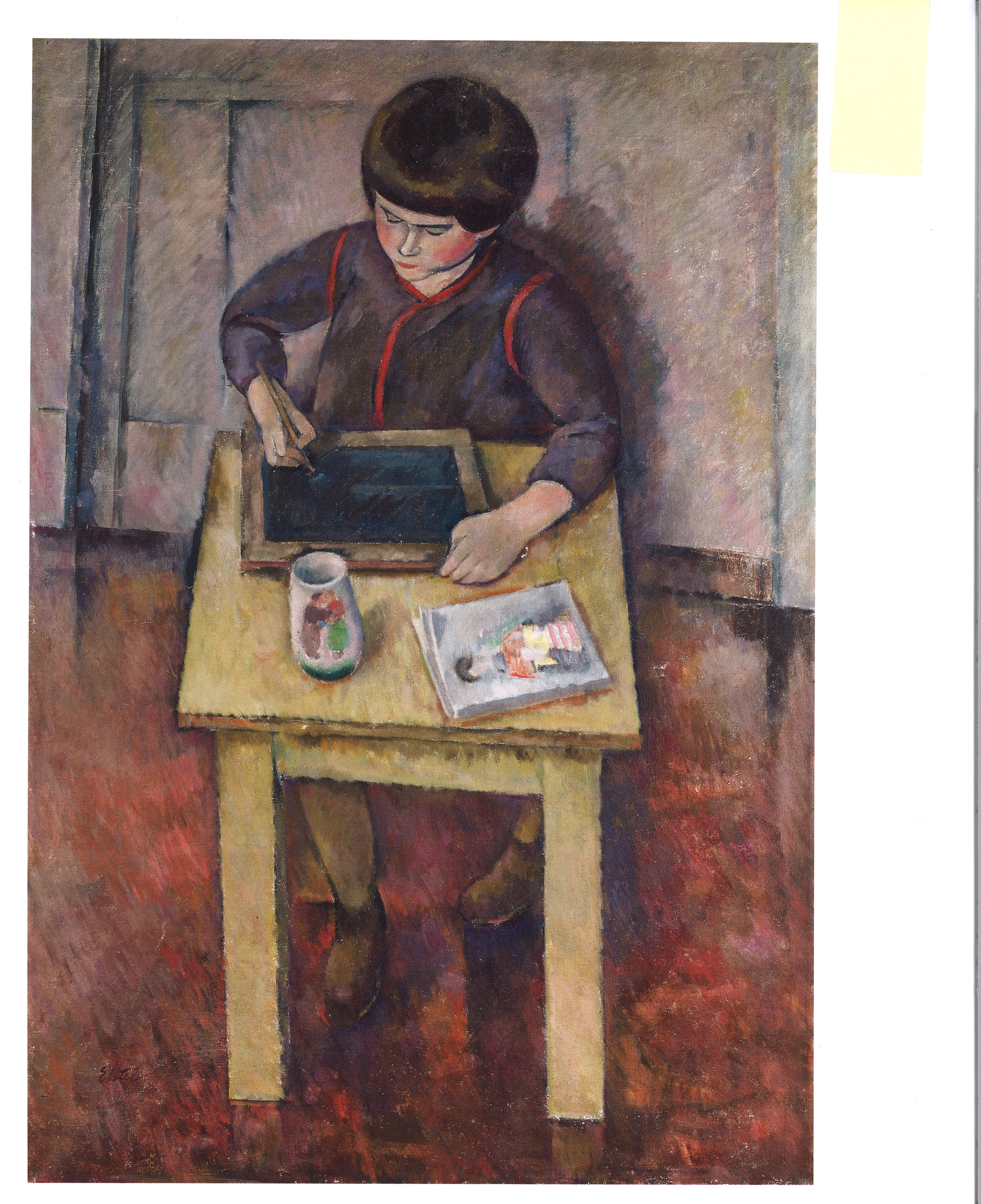
Synek (1923)
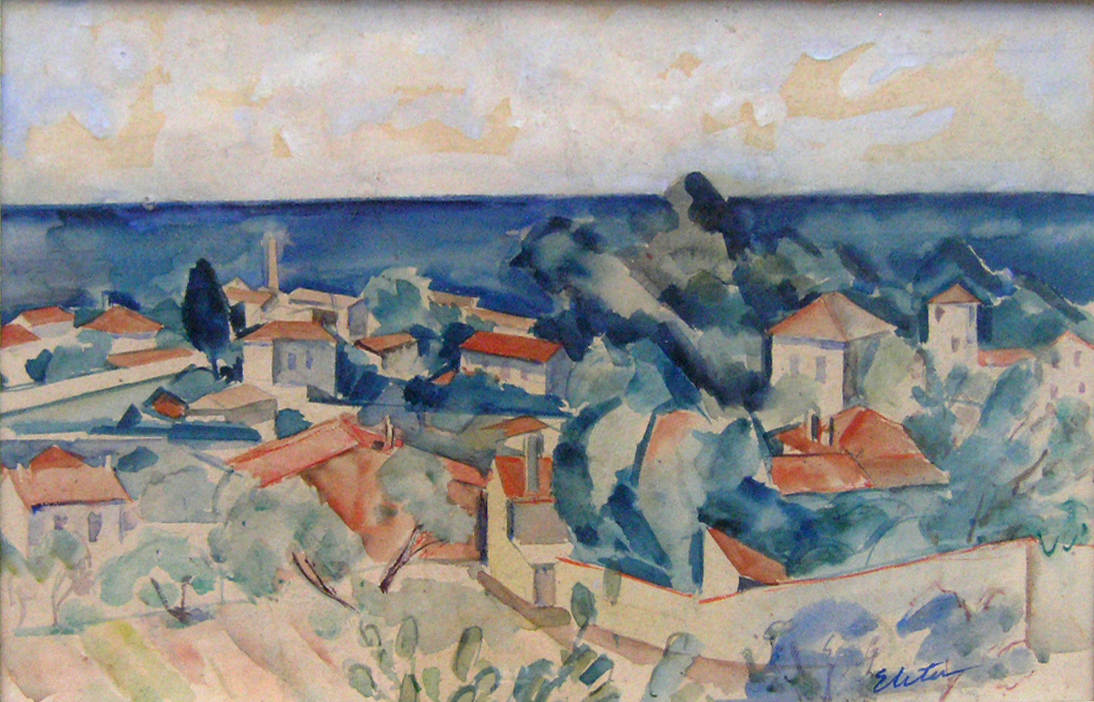
View of the Sea in Saint Tropez (1925)
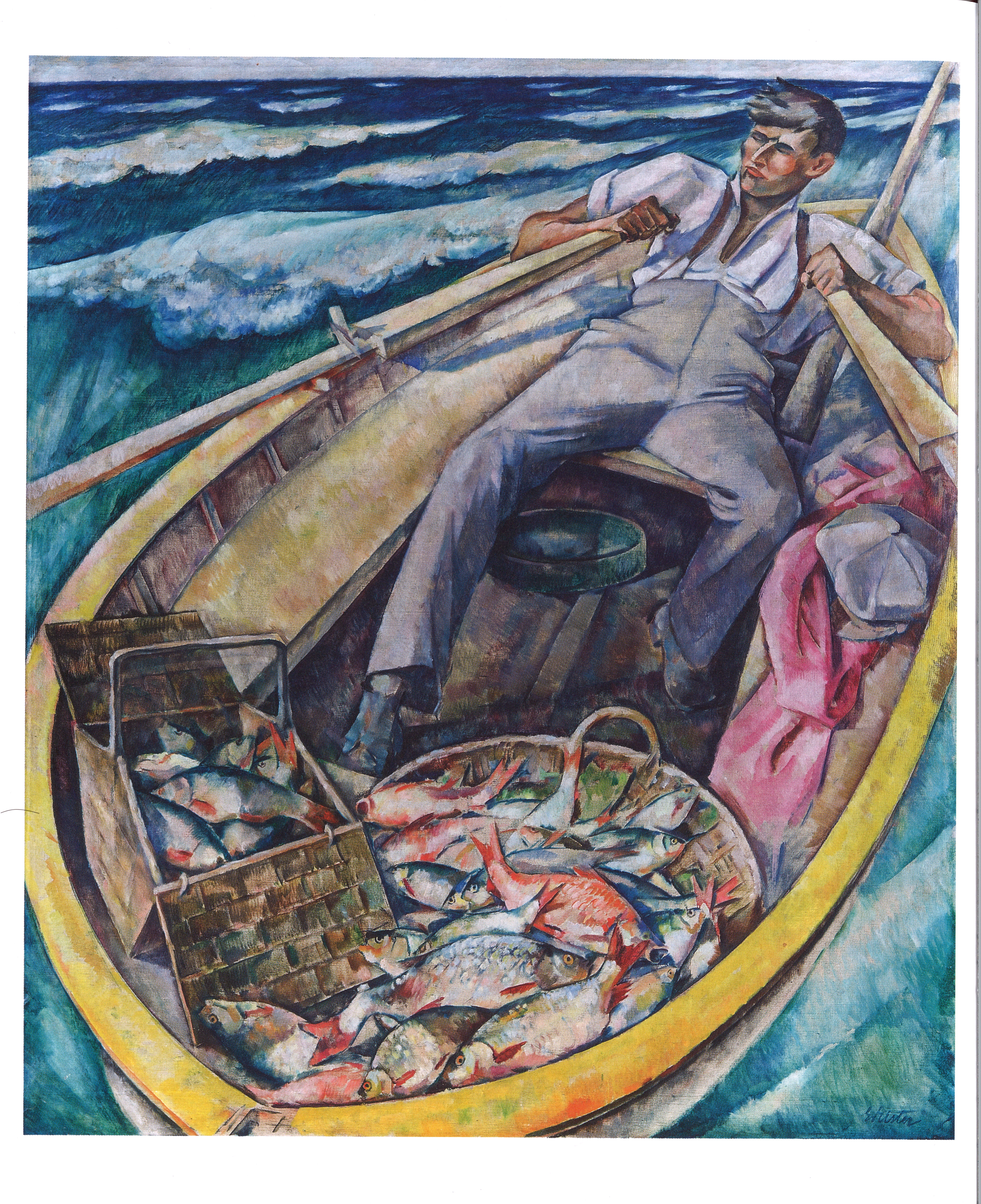
Rybak (1926)
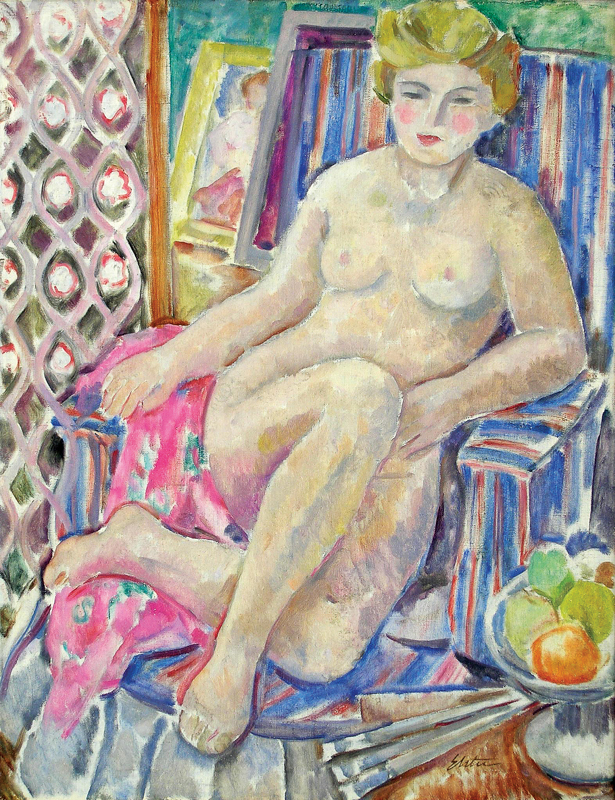
Akt IV